# Chaux (matière)
Pour les articles homonymes, voir Chaux.
 (mars 2025).
Si vous disposez d'ouvrages ou d'articles de référence ou si vous connaissez des sites web de qualité traitant du thème abordé ici, merci de compléter l'article en donnant les références utiles à sa vérifiabilité et en les liant à la section « Notes et références ».
La chaux est un corps chimique minéral, l'oxyde de calcium de formule brute CaO. Référencée officiellement en 1935 dans le champ de la minéralogie, c'est un cristal à maille cubique (ou isométrique) qui fait partie du groupe isostructurel Fm3m du périclase MgO. On l'observe dans la nature dans des conditions rares et très particulières, car la chaux est très réactive, notamment avec l'eau. Il est possible d'en observer en petites masses blanches avec les éjectas transformés à haute température parmi les laves communes sur les flancs des formations volcaniques, par exemple sur le Vésuve en Italie.
Le terme désigne surtout une matière obtenue par calcination du calcaire. Facilement poudreuse et hydrophile, de couleur blanche ou blanchâtre, sèche alcaline et fortement basique, elle est fabriquée depuis l'Antiquité, autrefois artisanalement dans un four à chaux, puis industriellement dans divers fours modernes. C'est l'un des produits manufacturés les plus communs de l'industrie. Le chaulage est l'apport de chaux ou un traitement spécifique à la chaux. Elle est utilisée notamment dans la construction (comme liant ou comme revêtement décoratif) et comme amendement agricole. En métallurgie du fer (sidérurgie) et de nombreux métaux non ferreux, la chaux, matériau à propriétés réfractaires et qui agit comme fondant, est à la base de la chimie de l'élément calcium et est utilisée tant dans le traitement des minerais que dans l'élaboration des produits.
D'un point de vue chimique, la matière fabriquée par l'industrie est un oxyde de calcium associé à une quantité variable d'oxyde de magnésium et à des impuretés à base de carbonates et d'hydroxydes de calcium ou magnésium, d'argiles, de divers silico-aluminates, etc. Ainsi la désignation usuelle et traditionnelle de la matière chaux peut englober différents corps chimiques proches de ce premier produit. On les distingue dans le langage courant, par exemple, selon leurs utilisations anciennes et spécifiques dans la construction ou le bâtiment :
- la chaux vive est le produit direct de la thermolyse ou calcination du calcaire, principalement de l'oxyde de calcium (CaO) ;
- la chaux éteinte (ou hydratée) est obtenue après la réaction complète de la chaux vive avec de l'eau et un séchage rigoureux. Cette base, hydroxyde caustique peu corrosif, peu soluble dans l'eau (de l'ordre de 1,5 g/L à température ambiante), est constituée d'hydroxyde de calcium (Ca(OH)2). D'un point de vue minéralogique, il s'agit de l'espèce minérale naturelle nommée « portlandite » ;
- la chaux aérienne ou chaux grasse, un liant de chaux, composant de base de mortier en très faible partie argileux, qualifié pour sa prise lente au gaz carbonique de l'air, car elle réagit avec le dioxyde de carbone (CO2) de l'air ;
- la chaux hydraulique, liant de chaux du commerce, proche d'un ciment de chaux qui prend et durcit à l'eau, contient en plus des silicates et des aluminates, car elle est fabriquée à partir de calcaires argileux[e]. Elle est appelée « hydraulique » en raison de sa prise rapide au contact de l'eau à la suite des réactions d'hydratation ; ensuite, elle continue à s'hydrater et à durcir en présence d'eau. Au contact du CO2 de l'air elle finit par se carbonater ;
- la chaux désigne aussi le matériau final de chaulage, la matière ou liant « ayant fait prise » après utilisation. Bien que ce ne soit que le liant, on parle d'un mur à la chaux, mais chimiquement la chaux en question est majoritairement redevenue de la calcite, c.-à-d., principalement du carbonate de calcium (CaCO3), le minéral constituant naturellement les roches calcaires.

La chaux dolomitique ou chaux magnésienne est elle aussi utilisée depuis l'Antiquité, et est à base de dolomie.

## Dénomination des chaux
La production de la chaux a longtemps été abandonnée aux maçons et aux chaufourniers. Les fours à chaux étaient d'ailleurs souvent attenants au chantier de construction. La dénomination traditionnelle des chaux est donc essentiellement liée à l'usage qui en a été fait dans les mortiers de chaux. La chimie y a superposé ses dénominations modernes.

### Chaux des maçons et des chaufourniers
La « chaux vive » est simplement la chaux sortie du four à chaux. Elle prend l'apparence de pierres pulvérulentes en surface. Traditionnellement, le principal constituant de la chaux vive est l'oxyde de calcium, qui a pour formule CaO que l'on obtenait avec des calcaires très purs, voire des marbres. La chaux vive était de préférence fabriquée à côté du chantier, elle pouvait être aussi amenée sous cette forme sur chantier où elle était éteinte ou transportée sur de longues distances dans des sacs, à l'abri de l'humidité.
La chaux vive est transformée en « chaux éteinte » par immersion dans l'eau. Cette immersion provoque une dislocation, un foisonnement, ainsi qu'une forte chaleur (la réaction est exothermique). Le résultat est une pâte, qui prend le nom technique de « chaux éteinte », nom ancien de l'hydroxyde de calcium Ca(OH)2, et qui pouvait être employée telle quelle dans les mortiers et les enduits.
L'usage erroné était jusqu'au XIXe siècle que les chaux qui foisonnent peu à l'extinction étaient impropres à l'usage des mortiers. La présence d'argile associée au calcaire de calcination, dans les mortiers qui se fabriquent après les découvertes de Louis Vicat, a conduit à de nouvelles dénominations de chaux.
Il y a lieu de distinguer :
- chaux aérienne : le phénomène de cristallisation s'opère en présence d'air. Les chaux aériennes se répartissent en :
  - chaux grasses, obtenues à partir de calcaires très purs ou contenant de 0,1 à 1 % d'argile,
  - chaux maigres, obtenues à partir de calcaires contenant de 2 à 8 % d'argile ;
- chaux hydrauliques : le phénomène de cristallisation s'opère aussi en milieu aqueux, obtenues à partir de calcaires contenant plus de 8 % d'argile.

La dénomination chaux grasse/chaux maigre est venue de ce que les chaux maigres augmentent peu de volume lorsqu'on les réduit à l'état de pâte tandis que les chaux grasses donnent un volume plus important, on dit qu'elles foisonnent beaucoup plus. De même les chaux grasses forment avec la même quantité de sable un mortier plus gras que lorsqu'on emploie des chaux maigres.
Pendant longtemps on a appelé « chaux maigres » celles qui avaient la propriété de durcir dans l'eau et « chaux grasses » celles qui n'avaient pas cette propriété. La distinction, chaux aérienne/chaux hydraulique est venue du fait que certaines chaux maigres ne sont pas hydrauliques.
On appelle donc chaux grasse, celle qui donne un foisonnement considérable, chaux maigre, celle qui foisonne peu et qui ne durcit pas dans l'eau et chaux hydraulique, celle qui a la propriété de durcir dans l'eau. On donnait aussi assez souvent le nom de chaux commune à la première de ces chaux.
À partir de 5 % d'argile, on parle de calcaire argileux. Au-delà de 20 % d'argile, les calcaires argileux sont impropres à la confection de la chaux. À partir de 35 %, la roche devient tendre et friable, c'est une marne. À partir de 50 %, la marne devient plastique. Avec 65 % d'argile, elle devient une argile calcaire. Les argiles calcaires, impropres à la confection des chaux mêmes hydrauliques, seront employées calcinées et broyées, dans les ciments naturels (le ciment prompt, improprement appelé ciment romain, ainsi que les premiers ciments Portland), ou dans la préparation du clinker pour les ciments artificiels (dits « ciments Portland »).

### Chaux des anciens chimistes
Encore fin XVIIe siècle, on appelait « calcination » toute opération qui consistait à traiter par le feu une substance quelconque jusqu'à ce qu'elle ait perdu les matières décomposables ou volatiles qu'elle contenait. Les anciens chimistes croyaient en effet que les métaux chauffés au contact de l'air perdaient du phlogistique et redevenaient « à l'état de chaux » et de là donnaient à l'opération le nom de calcination ainsi qu'au résidu, le nom de « chaux ». Il sera reconnu plus tard qu'il s'agit d'oxydations. On donnait donc à la calcination deux objets : la production de chaux et de plâtre ainsi que la séparation des substances volatiles d'une substance qu'on veut isoler, comme dans la calcination des minerais.
Dans l'ancienne nomenclature chimique française, le terme « chaux » désignait l'élément calcium, surtout précisément le cation calcium Ca2+, d'où les appellations aujourd'hui désuètes de sels de chaux, sulfate hydraté de chaux (gypse), carbonate de chaux et de magnésie (dolomie), chlorure de chaux (chlorure de calcium), pectate de chaux (le précipité de l'acide pectique par le cation calcium), phosphate de chaux (phosphate de calcium), chaux fluatée (fluorine ou fluorure de calcium), etc.

### Chaux des chimistes
La chaux est de l'oxyde de calcium ou de l'hydroxyde de calcium. C'est un matériau inorganique contenant du calcium, dans lequel des carbonates, des oxydes et hydroxydes prédominent. C'est aussi le nom de la matière minérale naturelle CaO qui se produit dans les feux de mine de charbon ou dans les enclaves de calcaire altéré par les éjectas volcaniques.

## Espèce minérale naturelle rare
Selon la classification minéralogique Dana, la suite de couples de chiffres caractéristiques 04.02.01.05 indique un simple oxyde (04) de cation métallique divalent (02) appartenant au groupe isométrique et de groupe d'espace Fm3m dit groupe de la périclase, dont la chaux est le cinquième membre, entre la périclase MgO, la bunsénite NiO, la manganosite MnO, la montéponite CdO et en positions 6 et 7, la wustite FeO et la hongquiite TiO.
La classification de Strunz 04.AB.25 n'admet pas le septième membre, tout en ordonnant le groupe formé de manière différente, soit la bunsénite, la chaux, la montéponite, la manganosite, le périclase et la wüstite. Le minéral chaux se retrouve parfois abondant parmi les éjectas de matières calcaires au sein des volcans actifs ou soumis à métamorphose préalable.
Elle est également caractéristique des mines de charbon en combustion lente, comme à Kopeïsk, près du bassin charbonnier russe de Tcheliabinsk dans le sud de l'Oural.
La mine Campbell à Bisbee, comté de Cochise en Arizona, aux États-Unis, montre de beaux échantillons de chaux vive nommée ici, comme en Vieille Angleterre, quick lime.
Elle est associée à la calcite sur le gisement volcanique topotype autour du Vésuve en Italie. Elle est encore associée à la fluorellestadite, au périclase, à la magnésioferrite, à l'hématite, à la srebrodolskite, voire à l'anhydrite dans les mines de charbon après combustion in situ comme à Kopeïsk en Russie.
Un grand nombre de minéralogistes reste ferme sur l'exclusion des matières minérales de synthèse, mais il semble évident que parfois l'art du chaufournier peut être remplacé par des phénomènes géologiques naturels de hautes températures.

## Préparation et réactions caractéristiques

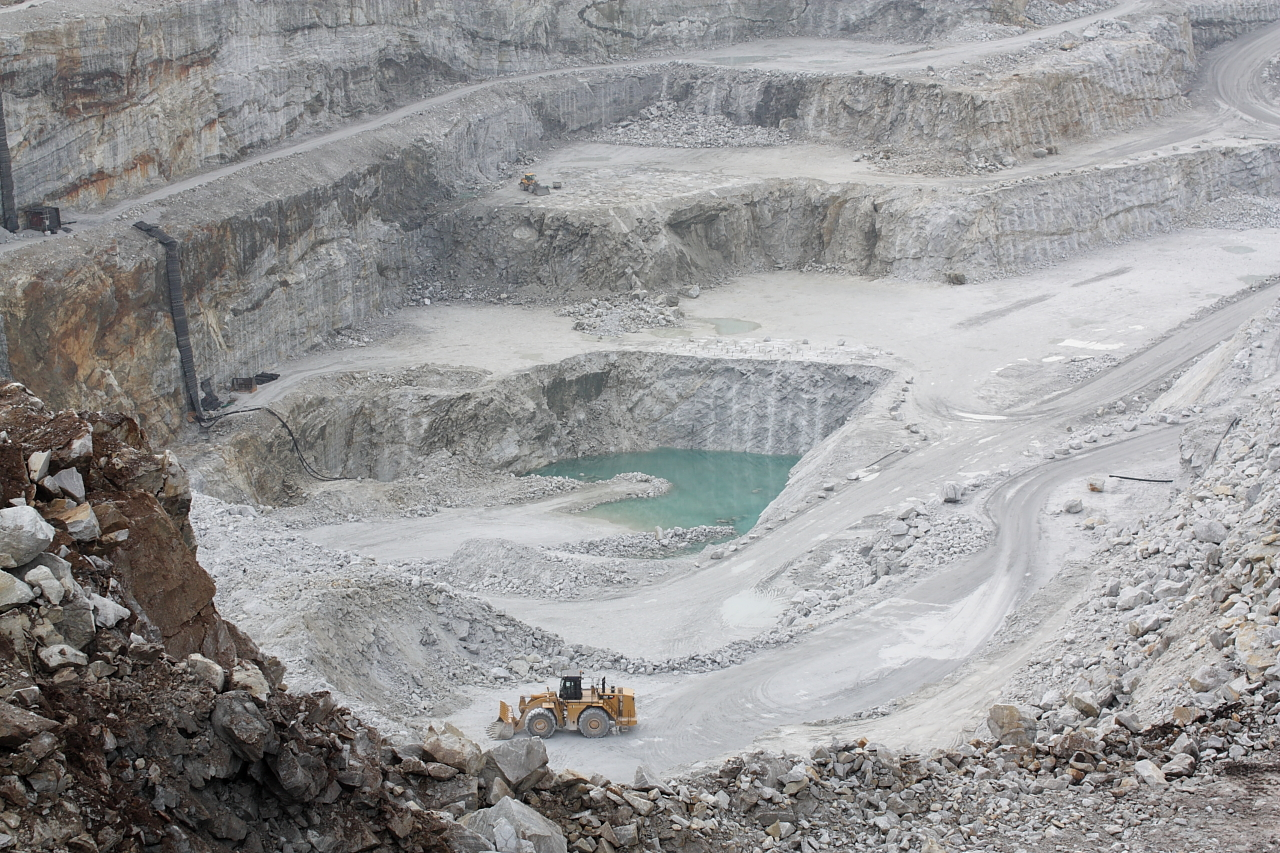
Une carrière de calcaire ou pierre à chaux (Kalkstein) à Brønnøy, en Norvège.

Production de chaux (exemple).

L'oxyde de calcium (CaO, chaux vive) est obtenu par calcination à environ 900 °C des minéraux calcite ou aragonite de formule chimique CaCO3 ou à défaut des roches calcaires ou craies qu'ils contribuent à former avec d'autres minéraux et impuretés. La « pierre à chaux » désigne communément la matière chauffée dans le four.
À noter qu'il existe des calcaires magnésiens ou dolomies de formule (Ca, Mg)CO3 avec lesquels de la chaux magnésienne ou dolomitique recelant un mélange (CaO, MgO) de chaux et de périclase est fabriquée.

### Calcination
Par calcination du calcaire (CaCO3) à environ 900 °C, on obtient de la chaux vive et un fort dégagement de dioxyde de carbone (CO2). C'est une réaction de décarbonatation. Cette réaction s'accompagne d'une perte massique pouvant atteindre 45 % et volumique jusqu'à 15 %, correspondant à la perte en dioxyde de carbone selon le schéma :CaCO3 minéral ou roche → CaO solide + CO2 gaz
En dehors du four de calcination du chaufournier traditionnel, il existe deux types de fours, les fours droits et les fours rotatifs :
- les fours droits anciens, typiques d'un procédé par lots, étaient conçus pour l'empilement successif de couches de coke et de pierres à chaux. Ils n'avaient au mieux qu'une capacité de quelques dizaines de tonnes. Les fours droits aux combustibles liquides type fuel, ou gazeux type gaz naturel, permettent un meilleur rendement thermique par récupération de chaleur et développent des capacités exceptionnelles pour un procédé toujours discontinu, soit 150 à 500 tonnes par jour ;
- les fours rotatifs ont un rendement thermique plus faible, mais une capacité de charge continue permettant une production de plus de mille tonnes par jour. L'alimentation de calcaire concassé s'opère en continu pour ne pas étouffer le four.

Ancien four à chaux, site Brunner Mond, comté de Cheshire, Angleterre.
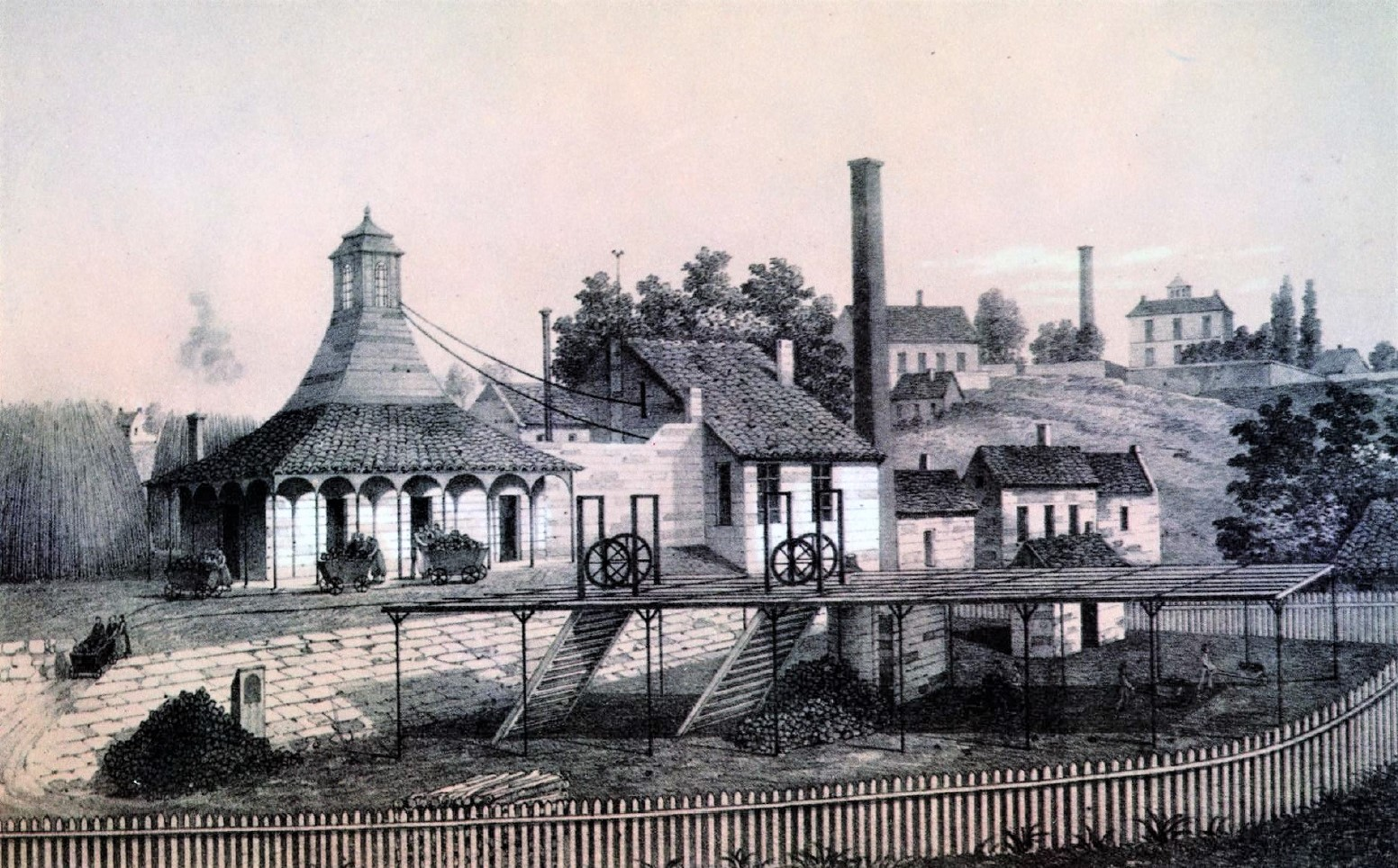
Ancien chaufour et sa fosse près d'Anzin. Il est toujours situé en altitude ou près d'une fosse nécessaire pour faciliter l'écoulement ou l'évacuation par dilution du gaz « plus lourd que l'air » qu'est le gaz carbonique asphyxiant.
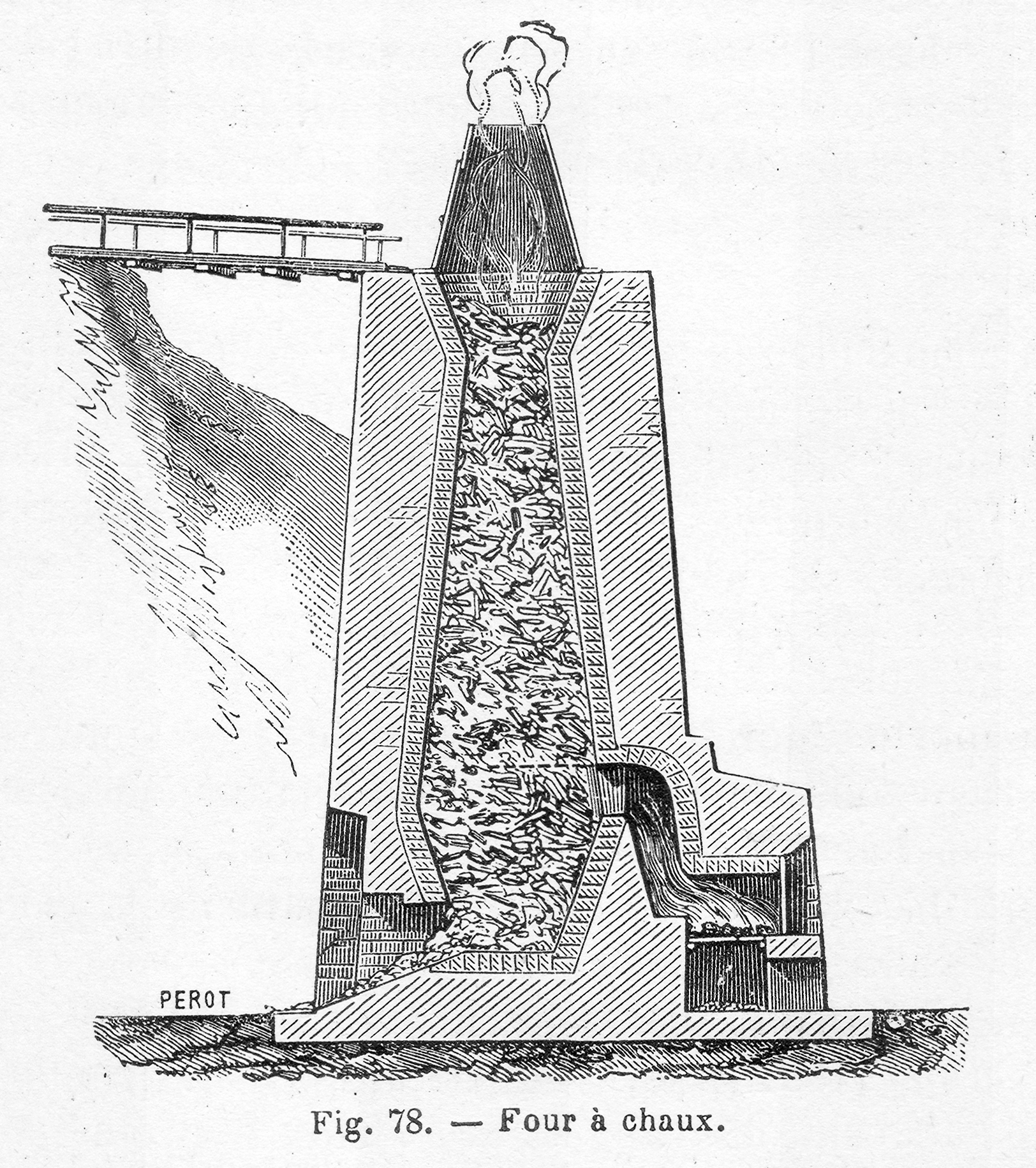
Représentation d'un four à chaux en 1906 (Leçons élémentaires de chimie de l'enseignement secondaire des jeunes filles).

### Extinction
La transformation de chaux vive en chaux éteinte s'effectue par ajout d'eau (H2O). Cette opération d'extinction, conduite dans un hydrateur industriel, produit l'hydroxyde de calcium Ca(OH)2, avec un fort dégagement de chaleur :
CaO + H2O → Ca(OH)2 + 1 155 kJ kg−1CaO
Après transformation, l'augmentation du volume est de près de 30 %.
L'extinction peut être réalisée de différentes manières :
- arrosage superficiel des blocs de chaux vive, puis terminaison de la réaction à l'air ;
- immersion des blocs de chaux vive dans un grand volume d'eau puis terminaison de la réaction à l'air ;
- mélange eau-chaux dans un malaxeur avec contrôle de la réaction exothermique (dans l'industrie) ;
- immersion des blocs de chaux vive dans un grand volume d'eau puis terminaison de la réaction dans l'eau.

Dans les trois premiers cas on obtient une chaux en poudre (fleur de chaux, chaux grasse, CAEB, chaux éteinte, etc.). Dans le dernier cas, la chaux éteinte produite prend l'apparence d'une pâte (chaux en pâte) que l'on pourra garder tant que l'on maintient en surface de l'eau limitant les échanges de dioxyde de carbone (donc de carbonatation).
La chaux en poudre correspond bien aux pratiques actuelles du bâtiment (dosage en volume, mélange à la bétonnière, etc.).
La chaux en pâte permet l'obtention de mortiers plus « gras », moins sujets à la dessiccation rapide, des enduits ou des badigeons carbonatant plus vite et donc plus résistants. Par contre, son dosage est plus difficile, le mélange avec le sable plus délicat sauf à utiliser l'outillage adapté (malaxeur planétaire, rabot, etc.). La meilleure carbonatation de la chaux en pâte a probablement comme origine le fait que l'extinction se faisant à l'abri de l'air, aucune carbonatation partielle anticipant la prise ne se produit. Par ailleurs, la finesse de la chaux obtenue, la présence de gels colloïdaux sont autant d'éléments qu'il faudrait étudier.

### Carbonatation
La prise de la chaux dite « aérienne » s'effectue par carbonatation, c’est-à-dire en absorbant le dioxyde de carbone (CO2) présent dans l'atmosphère : d'où son nom de « chaux aérienne ». La réaction n'a lieu qu'en présence d'eau qui agit comme catalyseur. Une molécule d'eau se combine avec une molécule de CO2 pour former de l'acide carbonique H2CO3 qui réagira à son tour avec Ca(OH)2 formant ainsi du calcaire (CaCO3) et libérant deux molécules d'eau :
CO2 + H2O → H2CO3
Ca(OH)2 + H2CO3 → CaCO3 + 2 H2O
soit finalement :
Ca(OH)2 + CO2 → CaCO3 + H2O
L'eau facilite en outre le déplacement des molécules de CO2 jusqu'au cœur du mélange, pour que la prise soit complète. Cette réaction se produit sur des mois et même des années, et dépend de l'humidité du milieu, d'où une maîtrise indispensable des conditions de mise en œuvre (humidification des supports, contrôle des conditions climatiques, etc.), et la lente prise de solidité des ouvrages.

### Carbonatation de la chaux hydraulique
Le calcaire naturel est le plus souvent mélangé à des marnes et des argiles riches en éléments chimiques, principalement la silice (SiO2) et aussi le fer, l'aluminium. Aux températures de cuisson (800 °C et 1 500 °C), le calcium se combine avec ces éléments pour former des silicates, des aluminates et des ferro-aluminates de calcium. Plus la température est élevée et le taux de silice important, moins elle contient de chaux libre (CaO), plus elle est hydraulique.
7CaCO3 + 2Al2O3 + Fe2O3 → 3CaO·Al2O3 + 4CaO·Al2O3·Fe2O3 + 7CO2
Au contact de l'eau, lors de l'extinction de la chaux vive, et surtout pendant la mise en œuvre des mortiers, ces molécules forment des hydrates insolubles. Les proportions d'alumine et de fer sont très faibles : dans les liants blancs, les teneurs en fer sont inférieures à 0,1 ou 0,2 %. La prise hydraulique est essentiellement due à la réaction entre le CaO et les silicates.
Les chaux hydrauliques font une première prise de type hydraulique représentant approximativement 30 % de la prise au moment de la mise en œuvre (on dit qu'elles « tirent ») puis une prise secondaire de type aérien : au cours de cette étape, la chaux et les hydrates vont se carbonater au contact de l'air humide pour reformer le carbonate de calcium et la silice d'origine. La vitesse de carbonatation secondaire dans l'épaisseur vaut environ un centimètre par an.

## Différents types

### Chaux vive

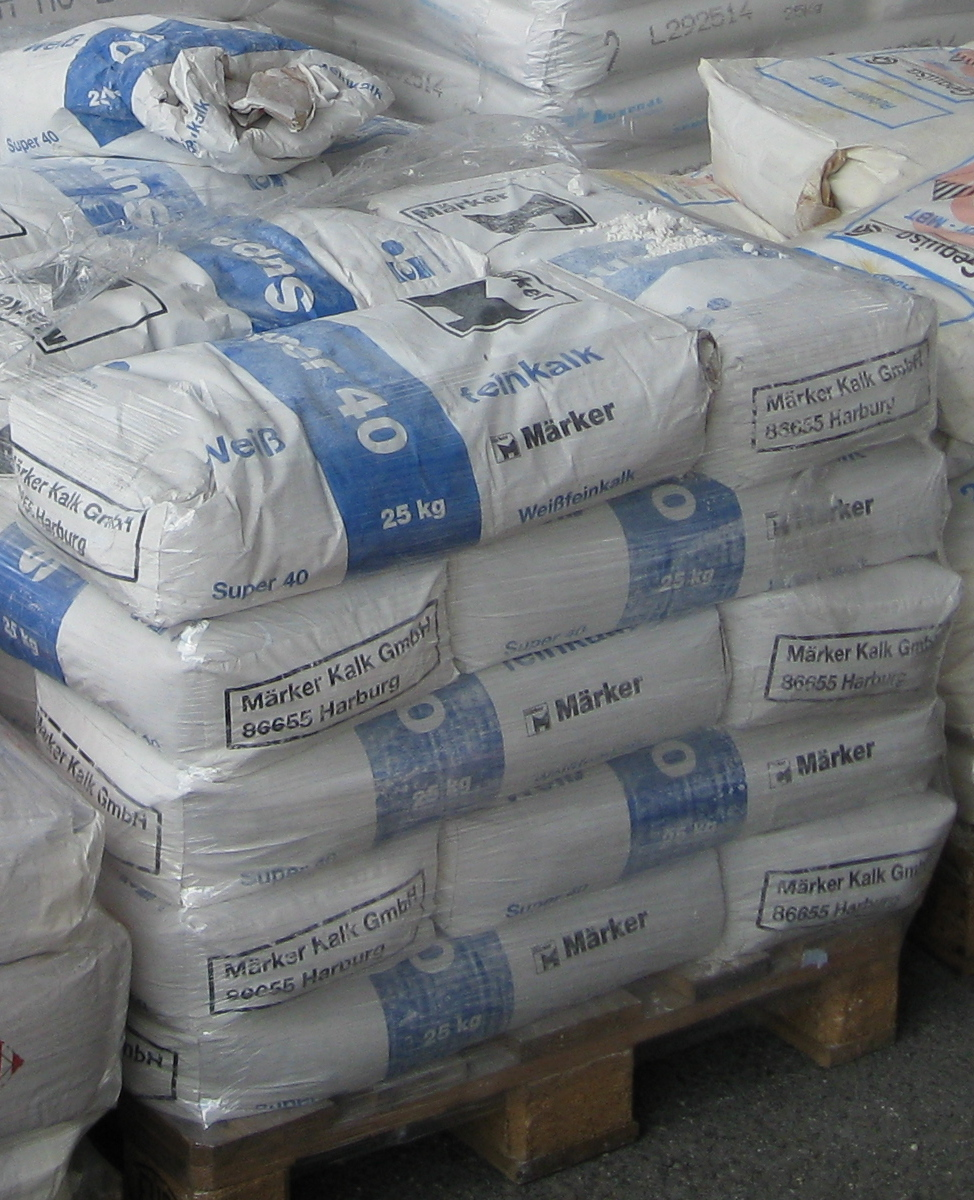
Chaux vive Super 40 : CaO à plus de 95 % en masse, fabriquée à partir du calcaire jurassique du Bade-Würtemberg.

La chaux vive est simplement la chaux sortie du four à chaux, c'est une chaux qui n'a pas été éteinte. Elle prend l'apparence de pierres pulvérulentes en surface. Le principal constituant de la chaux vive est l'oxyde de calcium, qui a pour formule CaO.
Le nom minéralogique correspondant à la matière naturelle est portlandite. Il s'agit d'une base chimique quasi-forte, peu corrosive et facile d'emploi, peu coûteuse et la plus utilisée pour les procédés industriels à grands développements massiques.
En France, l'appellation conseillée par la norme NF EN 459-1 est CL-Q.

#### Précautions et utilisation
La chaux vive est un produit potentiellement dangereux, principalement employé dans l'industrie et l'agriculture. Hydrophile, elle est utilisée pour assécher, détruire les matières organiques riches en eau.
En cas de mélange de grandes quantités de chaux vive et d'eau, la chaleur dégagée est telle que l'eau peut se mettre à bouillir et projeter de la chaux, qui est corrosive. Il est de ce fait recommandé de verser progressivement la poudre dans l'eau et non pas l'inverse, et d'utiliser des gants, et un masque protecteur du visage, ou au moins des lunettes, lors de la manipulation.
Il est également recommandé de brasser le mélange eau/chaux vive tout au long de sa préparation, ceci afin d'assurer la distribution la plus homogène possible de la chaleur dans le mélange. Cela permet de limiter le risque de formation de bulles de vapeur à la suite de l'ébullition locale et d'ainsi minimiser les risques de projections caustiques.

### Chaux éteinte
La chaux éteinte est obtenue après la réaction complète de la chaux vive avec de l'eau. Elle est appelée chaux aérienne ou chaux hydraulique selon sa capacité à faire prise sous eau, soit son hydraulicité.

#### Hydraulicité des chaux
Le rapport des différents composants associés à l'argile et la part de Ca(OH)2 définit l'indice d'hydraulicité de la chaux, donné par un nombre indiquant la résistance à la compression (après avoir fait prise) exprimée en MPa ou en kg/cm2. Plus la chaux est hydraulique, moins elle est perméable à l'air et à l'eau.
| Appellations ou noms                         | Chaux libre (%) | Argile (%) | Indice d'hydraulicité | Temps de prise (j) | Résistance à la compression à 28 j (kg/cm2) |
| -------------------------------------------- | --------------- | ---------- | --------------------- | ------------------ | ------------------------------------------- |
| CL 90                                        | 90              | ~0         | 0 ‑ 0,1               | >30                |                                             |
| DL 85                                        | 85 (CaOMgO)     | ~0         | 0 ‑ 0,1               | >30                |                                             |
| CL 80                                        | 80              | ~0         | 0 ‑ 0,1               | >30                |                                             |
| DL 80                                        | 80 (CaOMgO)     | ~0         | 0 ‑ 0,1               | >30                |                                             |
| CL 70                                        | 70              | ~0         | 0 ‑ 0,1               | >30                |                                             |
| DL 70                                        | 80 (CaOMgO)     | ~0         | 0 ‑ 0,1               | >30                |                                             |
| NHL 2                                        | 50              | 5 ‑ 8      | 0,1 ‑ 0,16            | 10 ‑ 25            | 20 ‑ 70                                     |
| NHL 3,5                                      |                 | 8 ‑ 14     | 0,16 ‑ 0,3            | 10 ‑ 15            | 35 ‑ 100                                    |
| NHL 5                                        | 15              | 14 ‑ 20    | 0,3 ‑ 0,4             | 2 ‑ 4              | 50 ‑ 150                                    |
| NHL-Z, chaux éminemment hydraulique, clinker | <2              | 20 ‑ 30    | 0,4 ‑ 0,5             | <2                 | >150                                        |

Le grade NHL 2 est utilisé pour fabriquer des mortiers très souples, par exemple pour les enduits sur murs fragiles, en terre ou pierres tendres. Les grades NHL 3,5 et 5 sont surtout utilisés pour monter des murs, les enduits extérieurs, exécuter des chapes, poser du carrelage. Ils sont déconseillés sur supports fragiles car ils pourraient provoquer un arrachement du support. Ils peuvent également présenter une réaction non désirée avec le plâtre.

#### Chaux aérienne
La chaux aérienne (chaux hydratée, chaux éteinte, chaux grasse, chaux maigre) est obtenue par hydratation de chaux vive issue d'un calcaire très pur. Plus la teneur en oxyde de calcium est élevée, plus la chaux est dite « grasse ».
La chaux aérienne sert depuis l'Antiquité à réaliser des mortiers pour la construction, des enduits et des badigeons sur les murs. Elle est aussi utilisée pour protéger les arbres fruitiers, ou lutter contre la putréfaction des cadavres en cas d'épidémie.
On la trouve sous différentes appellations : chaux éteinte, en France CAEB (ancienne normalisation : chaux aérienne éteinte pour le bâtiment). L'appellation conseillée par la norme NF EN 459-1 est CL (Calcic Lime traduit par « chaux calcique ») pour les chaux contenant moins de 5 % d'oxyde de magnésium suivi d'un chiffre (90, 80 ou 70) indiquant le pourcentage de CaO.

#### Chaux hydraulique
La chaux hydraulique (chaux maigre) est issue de calcaire argileux contenant une proportion de 10 à 20 % d'argile, qui lors de la calcination donne des silicates et aluminates de calcium. Elle fait prise, en quelques heures, au contact de l'eau, d'où son appellation.
Il ne faut pas confondre la chaux hydraulique avec la chaux aérienne, qui contient quant à elle moins d’impuretés d'argile (environ 5 % contre 10 à 20 %).
Plus une chaux est hydraulique, plus elle présente de résistance à la compression, moins elle est plastique.
Sa masse volumique est d'environ 800 kg m−3.
Pour avoir de la chaux hydraulique, il est nécessaire d'employer la quantité juste d'eau, afin de ne pas permettre la prise du matériau. La matière obtenue est sous forme de poudre blanche. Pour avoir de la chaux aérienne, la quantité d'eau ajoutée n'est pas limitée. Le produit obtenu est sous forme de pâte ayant un pH élevé (~ 12,3) et sa formule chimique est Ca(OH)2.
L'appellation normalisée NF EN 459-1 est NHL (Natural Hydraulic Lime) suivi d'un nombre (2, 3,5 ou 5) indiquant son degré d'hydraulicité. Plus le nombre est grand, plus la chaux réagit avec l'eau. L'ancienne dénomination était XHN.

### Autres types de chaux
La norme définit également les chaux de grade NHL-Z. Ce sont des NHL contenant jusqu'à 20 % d'éléments pouzzolaniques ou hydrauliques (ciment Portland) ajoutés après cuisson. Les chaux pouzzolaniques sont hautement hydrauliques, leur permettant de faire prise même dans l'eau. Elles sont hydrofuges et ne sont pas à conseiller en construction pour les murs car les rendant imperméables.
Chaux hydrauliques artificielles HL. Ce sont des CL bâtardées au ciment Portland. Elle est très riche en silicates de calcium hydrauliques.
Chaux magnésiennes (CaOMgO). L'appellation normalisée est DL (Dolomitic Lime) suivi d'un chiffre (85, 80 ou 70) indiquant leur taux de CaO plus MgO. Elles contiennent du magnésium à raison de 5 % < MgO < 34 % pour les chaux magnésiennes et jusqu'à 34 % < MgO < 41,6 % pour les chaux dolomitiques. Elles sont obtenues par calcination de calcaire magnésien ou de dolomie. Après hydratation elles contiennent MgO ou Mg(OH)2.
Dans une autre catégorie, la chaux sodée est un mélange de chaux et de soude, qui a comme principale propriété d'absorber le CO2. Le lait de chaux est une suspension de chaux éteinte (hydroxyde de calcium) dans l'eau.
Le blanc de chaux est un enduit à base de chaux éteinte étendue d'eau qui peut être utilisé pour l'échaudage ou blanchiment des murs, pour des chaulages ou épandages de superficie en agriculture, pour le traitement des peaux, opération nommée « plamée » ou « chamoisage ».

## Usage historique en construction
Le principe qui consiste à calciner ou « brûler » une pierre ou une roche plus ou moins compacte ou dure pour en extraire un composant meuble que l'on peut ensuite reconstituer, fait partie des découvertes liées aux premiers grands feux humains. Le gypse chauffé à environ 120 °C donne du plâtre. Ce matériau plus facile à obtenir a probablement été découvert bien avant la chaux.[réf. nécessaire] Le premier usage attesté de la chaux date de l'Épipaléolithique au Proche-Orient, où elle est employée comme colle pour fabriquer de petits outils. Le Natoufien voit son premier usage connu en architecture, mais limité aux revêtements (Eynan, Israël, 9000 av. J.-C.). Des sols en terrazzo incorporant de la chaux ont été construits dans les bâtiments du Néolithique précéramique (PPN A et B, environ 9000 à 8000 av. J.-C.) en Anatolie, à Çayönü et Nevalı Çori.[réf. nécessaire]

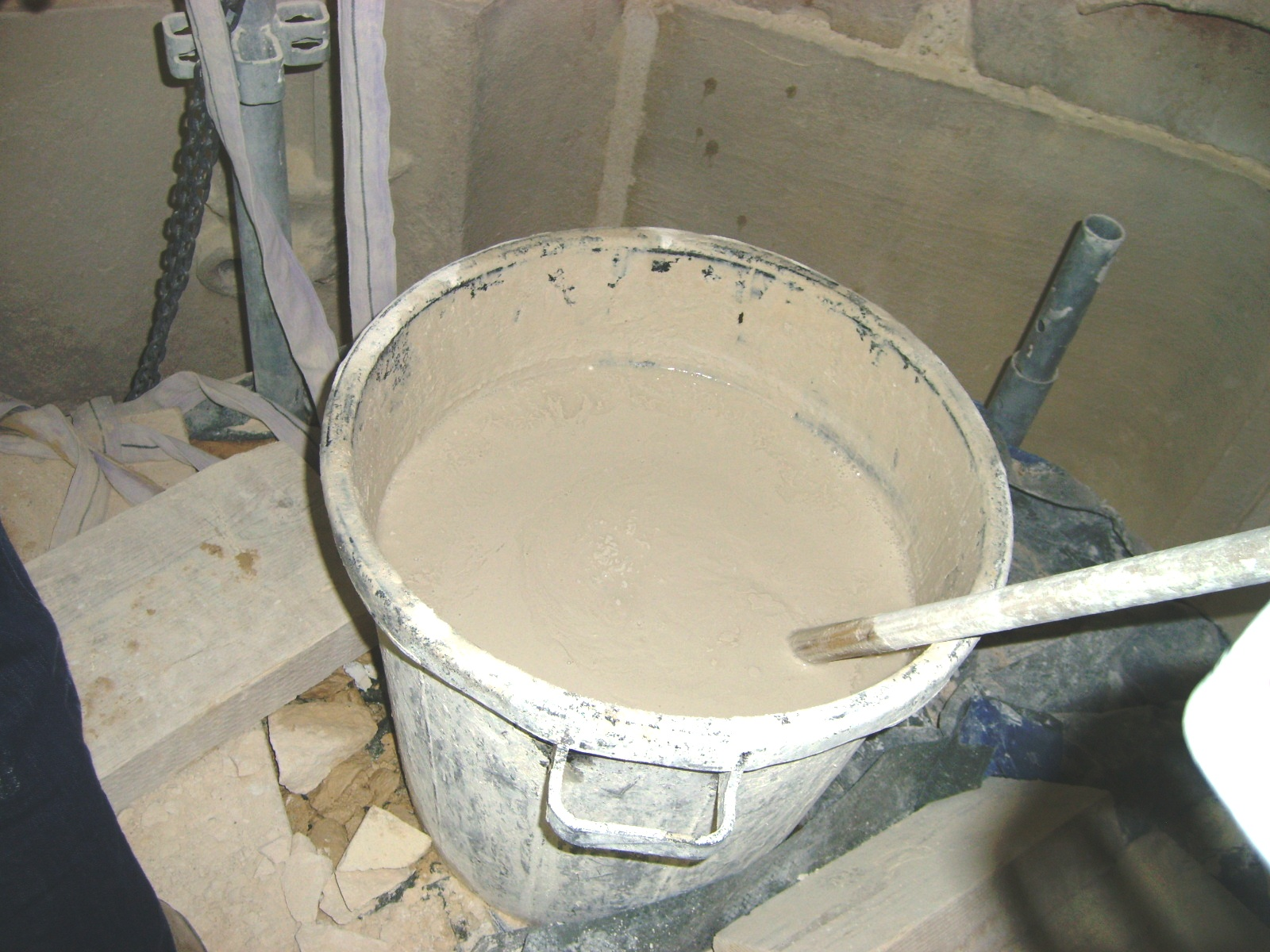
Bac contenant de la chaux hydraulique (éteinte) naturelle et de l'eau pour la maçonnerie de pierres de taille dans le bâtiment.

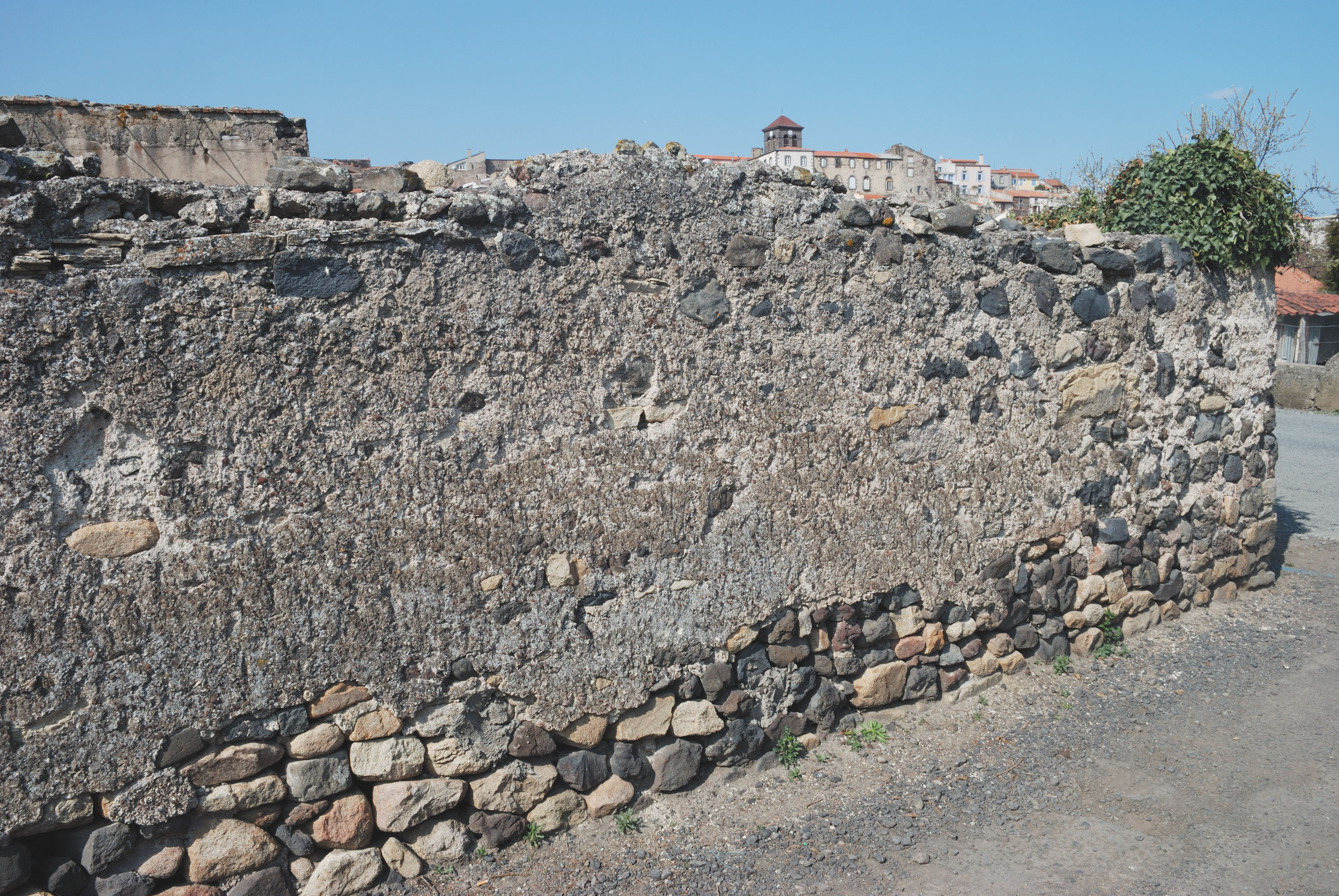
Une application traditionnelle de la chaux dans la construction : vieille maçonnerie à enduit à la chaux.

Des mélanges plâtre et chaux sont utilisés comme supports de peinture murale en Égypte dès 2600 av. J.-C..
L'emploi massif de la chaux est attesté dès l'âge du bronze (environ 2000 av. J.-C.) sur des sites archéologiques suisses majeurs[Lesquels ?]. Des blocs de calcaire calcinés par des chaufourniers expérimentés constituent le noyau interne des murailles de certaines places fortifiées[Lesquelles ?].
Les enduits en chaux sont répandus dans le monde grec ancien. La chaux est ensuite utilisée comme mortier dans les habitations, avec une grande maîtrise technique dans les constructions romaines de prestige, les aqueducs en passant par les thermes. C'est d'ailleurs la chaux qui a donné son nom à la roche « calcaire », mot latin qui est issu de l'adjectif latin calcarius, c'est-à-dire « qui contient de la chaux », d'ailleurs logiquement formé à partir du terme latin féminin calx, calcis, la chaux. Les Romains utilisent abondamment la chaux dans la construction à partir du IIIe ou IIe siècle av. J.-C. Ils l'utilisent aussi dans les revêtements, en développant une technique décrite par Vitruve pour les enduits de fresques à sept couches de mortier : une première couche grossière, les trois suivantes chargées de sable, les trois dernières additionnées de marbre broyé. Ils obtenaient une sorte de chaux hydraulique en ajoutant de la pouzzolane et/ou des tuiles et des briques concassées.[réf. nécessaire]
De nombreuses techniques d'application de la chaux et de maçonnerie, utilisées à l'époque romaine, ont traversé le Moyen Âge. Hormis le mortier de terre, le mortier de chaux demeure quasiment incontournable dans le bâti jusqu'à l'invention du ciment moderne, au milieu du XIXe siècle.
Techniciens et scientifiques à la fin du XVIIIe siècle et au début du XIXe siècle s'intéressent à l'hydraulicité des chaux. On attribue cette propriété d'abord erronément à l'oxyde de manganèse (Bergman, Louis-Guyton de Morveau) et ensuite à l'argile (le phare d'Eddystone par John Smeaton, Saussure, Gratien-Vitalis et enfin Vicat). Ce dernier est crédité en France de l'invention du ciment au sortir des guerres napoléoniennes. Il ne dépose pas de brevet ; le brevet sur le ciment Portland est déposé par l'anglais Joseph Aspdin en 1824.[réf. nécessaire]
Le ciment a rapidement remplacé la chaux dans toutes les constructions modernes en raison d'une rigidité plus importante et surtout d'un coût moindre : parpaings de ciment, béton, etc.

### Mise en œuvre
La mise en œuvre est très variable selon le type de construction et les exigences techniques imposées.
Lorsque l'équipe de maçons bâtissait à chaux et à sable, le choix de ces derniers matériaux était crucial. Prenons l'exemple de l'ancienne digue de Holyhead, petite île à proximité de la grande île d'Anglesey, au Pays de Galles, construite de 1845 à 1863 pour un coût estimé de 1,2 million de livres sterling. Des variétés fines de sables collectés à Anglesey et une chaux hydraulique préparée avec le calcaire d'Aberthaw, au sud du Pays de Galles, s'étaient imposées pour ce vaste chantier reposant sur le socle dur précambrien, mais en milieu quasiment marin avec des horaires de labeur déterminées par la marée et une luminosité minimale.
La chaux connaît au début du XXIe siècle un regain d'intérêt. En effet le ciment est incompatible avec la maçonnerie de bâtis anciens en moellons, pierres de taille, torchis ou pisé. Le ciment étant un matériau rigide et imperméable à l'air, il ne convient pas à une maçonnerie traditionnelle qui nécessite de la souplesse et d'être perméable à la vapeur d'eau. La perméabilité à la vapeur d'eau permet à une maçonnerie de s'assécher. L'eau qu'elle absorbe, par la pluie ou des remontées capillaires, peut s'évacuer par ses joints à la chaux ; avec un mortier au ciment, le mur ne peut pas s'assécher et conserve l'eau qu'il absorbe, ce qui peut entraîner l'apparition de salpêtre, de mousses microscopiques, d'auréoles, de taches, et de coulures. Les crépis de façades anciennes réalisés au ciment pur ou au ciment bâtard (mélange de chaux et de ciment) nécessitaient la pose d’un grillage de renfort car le crépi de ciment se décolle assez vite de son support en matériaux anciens. Les nombreux désordres du bâti engendrés par de tels crépis ont fait rapidement revenir les maçons vers les crépis de façade à la chaux. L’usage du ciment doit être réservé uniquement à la mise en œuvre de matériaux eux-mêmes en ciment : parpaing de ciment, carrelage, etc.
Cette redécouverte de la chaux comme matériau de construction s’accompagne de la redécouverte de son usage à la fois protecteur et décoratif des supports. Elle est utilisée pure en badigeon, éventuellement additionnée d’un fixatif naturel (par exemple la caséine) ou artificiel (résines synthétiques), en tadelakt (seul badigeon à la chaux qui soit imperméable) ou est présente dans diverses recettes de peintures dites « à la chaux ».
Les entreprises soucieuses de l'environnement trouvent dans la chaux une matière relativement moins énergivore que d'autres liants. On utilise donc aujourd'hui de plus en plus la chaux dans les ciments, mortiers-colles et autres applications.
En voici une liste :
- mortier de chaux ;
- béton de chaux ;
- peinture à la chaux ;
- bloc de chanvre ;
- mortier-colle ;
- enduit à base de chaux, badigeon, blanc en bourre ;
- béton de chanvre ;
- chape ;
- béton préparé pour le génie civil ;

### Utilisation comme enduit

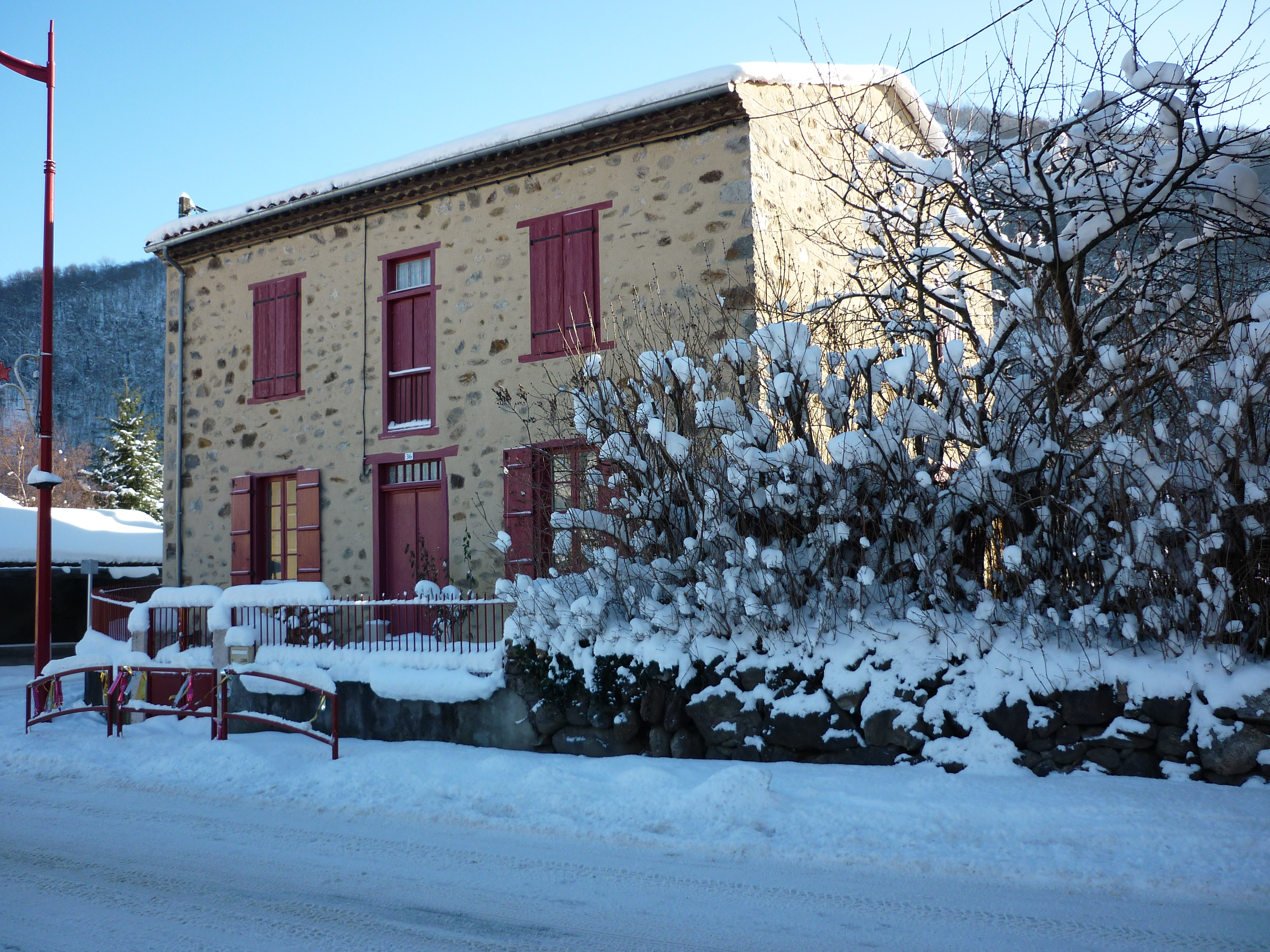
Maison restaurée à la chaux.

Les avantages d'un chaulage s'expliquent par les propriétés de la chaux :
- antiseptique, elle désinfecte, assainit l'atmosphère.
- elle laisse respirer les maçonneries donc réduit l'humidité et évite ainsi la condensation de l'eau.

Son rendu décoratif est exceptionnel, notamment un velouté unique à l'intérieur comme à l'extérieur. Une décoration en chaux est « vivante » : le matériau respire et ses moirages varient en fonction de l'hygrométrie ambiante. Enfin elle se patine et vieillit extrêmement bien.

## Production et notion d'usage en général, utilisations diverses
La chaux apparaît comme un alcali fort disponible ou accessible entre les années 1830 et 1840. Il est possible aux malfrats de dérober de la chaux vive aux cantonniers sur le bord des routes campagnardes ou des nombreux chemins vicinaux. C'est pourquoi son usage irrationnel et démesurément polluant se généralise, et les historiens contemporains peuvent suivre les recensions des délits de « pêche à la chaux » de poissons, les braconniers avides n'hésitant pas à chauler des parties de rivières pour recueillir les poissons morts par alcalose foudroyante.
La production française de chaux vive s'est accrue de 2,6 Mt ou millions de tonnes en 1958 à 4,87 Mt en 1981 en passant par 4,2 Mt en 1977. Elle n'atteint plus que 3 Mt en 2013, si on excepte 900 kt de production intégrée. La sidérurgie explique la croissance et le déclin car elle consommait encore avant 1980 environ la moitié de la production en masse. La chaux est un fondant qui dans les anciens convertisseurs Bessemer, est nécessaire pour la fabrication de l'acier à partir de la fonte, puisqu'elle se combine aux impuretés acides nuisibles à la qualité du métal final. Sa présence explique l'abondance des scories à base d'oxydes de silicium et de phosphore. Les autres procédés consomment de la chaux, par exemple 50 à 60 kg de chaux vive pour produire de l'acier avec du fer impur ou même le moderne convertisseur à oxygène, nécessitant alors 15 à 20 kg t−1 d'acier.
En 1981, l'industrie chimique représentait 1,12 Mt soit 23 % en masse, l'industrie sucrière 0,55 Mt, l'agriculture et l'ostréiculture 0,27 Mt, l'industrie des métaux non ferreux et les travaux sur les routes et voies de circulation 0,24 Mt chacune, le traitement des eaux 0,20 Mt. L'industrie papetière atteint 0,06 Mt, alors que les secteurs des matériaux de construction in situ (liants aériens et hydrauliques) et préfabriqués à l'usine (briques silico-calcaires et autres bétons cellulaires) ne dépassent pas 0,04 Mt chacun. Il faut encore compter les traitements de fumées industrielles, notamment l'élimination de SO2 et des usages divers représentant plus de 0,18 Mt.
Les usages de la chaux sont nombreux. En France (2010), son usage se répartit approximativement de cette manière :
- sidérurgie : environ 30 % ;
- travaux publics, routes, chemins : environ 23 % ;
- agriculture : environ 10 % :
- traitement des eaux : environ 10 % ;
- construction, bâtiment : environ 3 % ;
- absorption du dioxyde de carbone : appareils d'anesthésie et respiratoires de secours ;
- alimentation.

### Stabilisation des sols
Corps chimique basique, à coût modeste, d'emploi facile en milieu aqueux, la chaux vive est utilisée depuis l'époque antique pour les travaux de fortifications, comme en témoigne la semelle de chaux marquant l'enceinte du Camp d'Affrique il y a plus de 2 500 ans, ou de soubassement de bâtiments, de routes, de voies. La chaux vive déshydrate fortement le sol et réagit avec les argiles, contribuant ainsi à stabiliser les sols. Aujourd'hui, la chaux est employée en mélange avec des revêtements bitumineux sur les routes. Sa propriété de « floculation » est utilisée dans les travaux publics, il s'agit ici de transformer l'argile (consistance plastique, souple, instable) en matière grumeleuse plus résistante à la compression des sols. À cette action vient s'adjoindre l'effet de consommation d'eau interstitielle. Ce faisant, la teneur en eau des sols trop humides est rabaissée afin d'atteindre le plus souvent l'optimum Proctor. Cette propriété est également utilisée dans le monde agricole.

### Industrie chimique

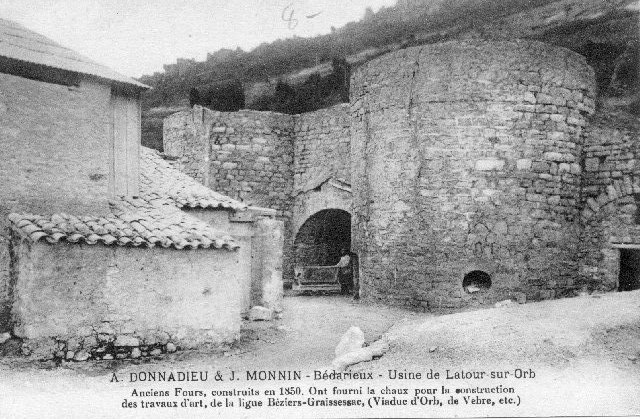
Fours à chaux de Latour-sur-Orb, Bédarieux, 1920.

Dans l'industrie chimique, un de ses débouchés anciens à la Belle Époque était le carbure de calcium, matière première synthétique du gaz acétylène, à l'origine de l'éthylène, mais aussi de la cyanamide calcique et d'une filière d'engrais. Les procédés pétroliers, notamment ceux partant du gaz naturel méthane, ont éclipsé cette ancienne voie de synthèse. Il reste la fabrication chimique, de carbonate de calcium en poudre très fine de haute pureté, employé comme charge dans l'industrie du papier. Le procédé Solvay de fabrication du carbonate de soude, les synthèses de l'hypochlorite de calcium, du glycérol, de l'oxyde de propylène ont recours à la chaux.

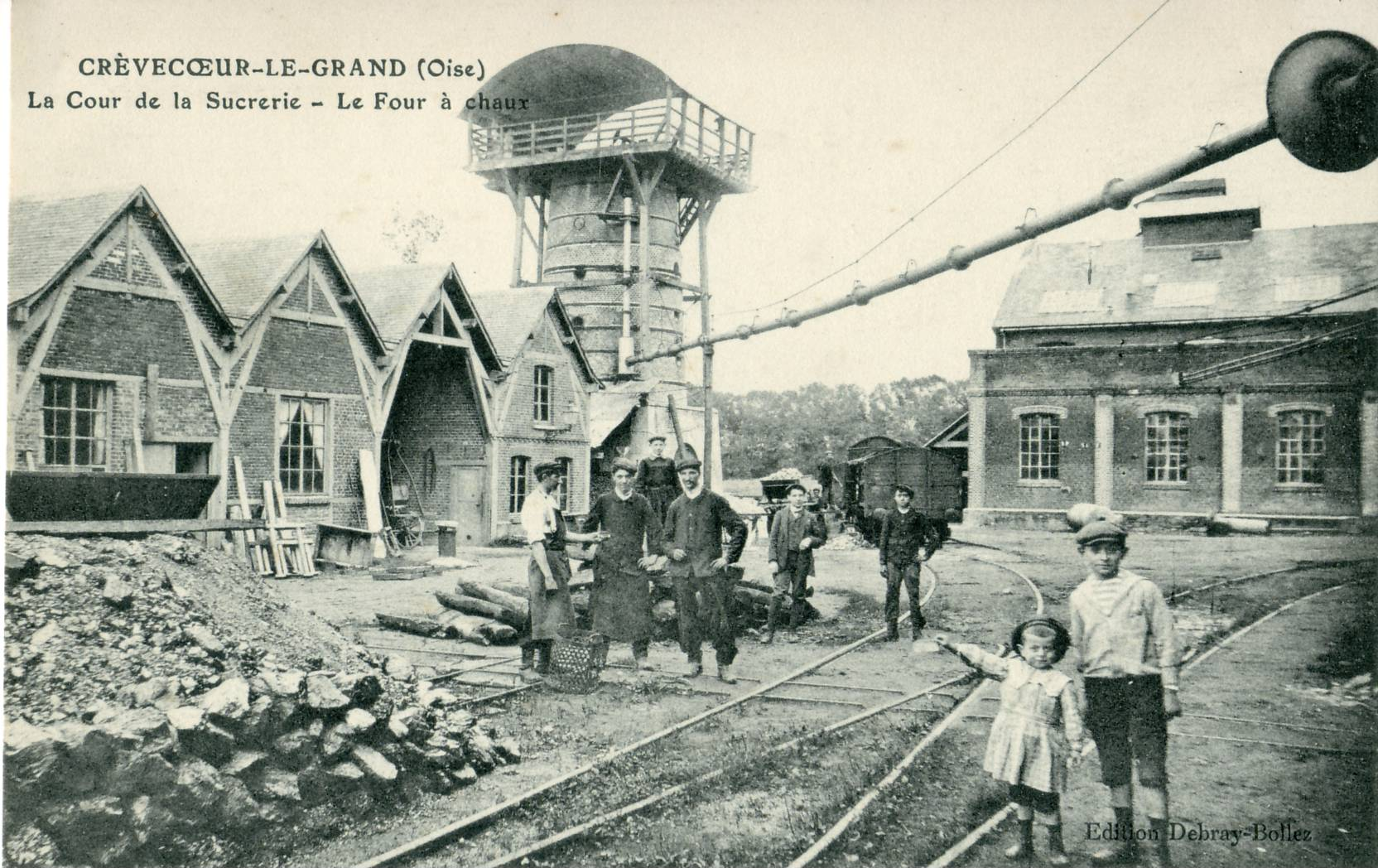
Le four à chaux dans la sucrerie de Crèvecœur.

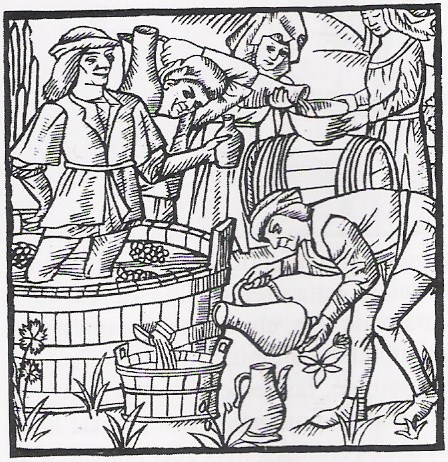
Chaulage médiéval du vin trop acide.

Les impuretés minérales et organiques des mélasses ou jus sucrés, de l'industrie sucrière partant de la canne à sucre ou de moins en moins de la betterave sont précipités par de la chaux. Les filières nécessitent en principe 150 kg de chaux par tonne de sucre brute, mais la filière canne à sucre parvient par économie drastique et récupération à limiter cet usage à 3 kg par tonne de sucre. La filière betterave est plus gourmande, avec 25 kg par tonne de betterave. Des fours à chaux caractérisent cette industrie, réclamant un de ses sous-produits, le dioxyde de carbone.
La chaux est un agent de blanchiment dans la pâte à papier. Le procédé kraft au sulfure de sodium nécessite aussi du carbonate de sodium, vite épuisé au cours du procédé mais régénéré par la chaux vive, pour séparer la cellulose du bois ou des matières premières cellulosiques. Il faut ainsi 270 kg de CaO pour fabriquer une tonne de papier kraft.

### Métallurgie
La chimie des métaux non ferreux, usant de la chaux, concerne l'obtention des métaux aluminium, magnésium, calcium, cuivre, zinc, plomb, or, argent, uranium. Encore en 1980, la fabrication d'aluminium, en particulier l'attaque de la bauxite dans le procédé Bayer, réclamait massivement de la chaux éteinte Ca(OH)2, transformée en hydrogénocarbonate de calcium Ca(HCO3) avant d'être régénéré par une lessive de soude. L'eau de mer ou les saumures de traitement de minerai-sel de potasse peuvent être traitées par la chaux basique. Le chlorure de magnésium précipite par exemple en hydroxyde de magnésium, qui, purifié, peut être réduit en magnésium.
La chaux est un matériau réfractaire, bien connu depuis l'Antiquité. L'addition d'une fraction molaire, de l'ordre de 10 à 15 %, à la zircone ZrO2 cubique joue un rôle stabilisant pour la morphologie cubique à haute température.

### Amélioration des sols en agriculture
Les amendements agricoles peuvent utiliser une à cinq tonnes de chaux magnésienne, soit un mélange de CaO et MgO, par hectare. L'usage en agriculture de la chaux magnésienne ou dolomitique, permet d'amender les sols acides en apportant également l'oligoélément magnésium, au contraire de la chaux calcique qui reste toutefois la plus utilisée. Les chaux utilisées par l'agriculture sont ainsi toujours sous forme d'oxyde de calcium, ou d'oxyde de calcium combiné à l'oxyde de magnésium. Le rôle de l'ion calcium dans le complexe argilo-humique est déjà tenu par le fer.

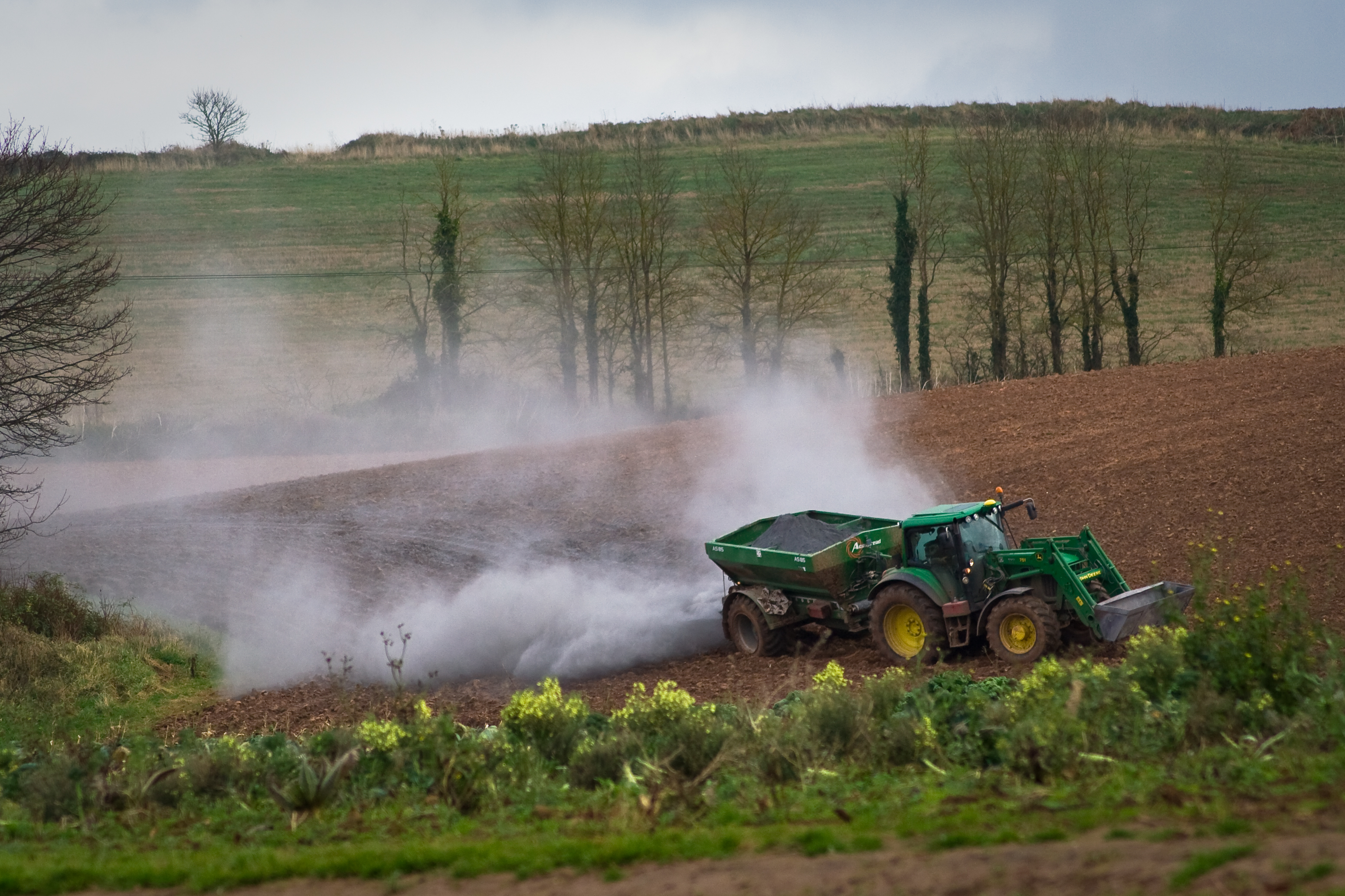
Chaulage mécanisé en agriculture, Devonshire.

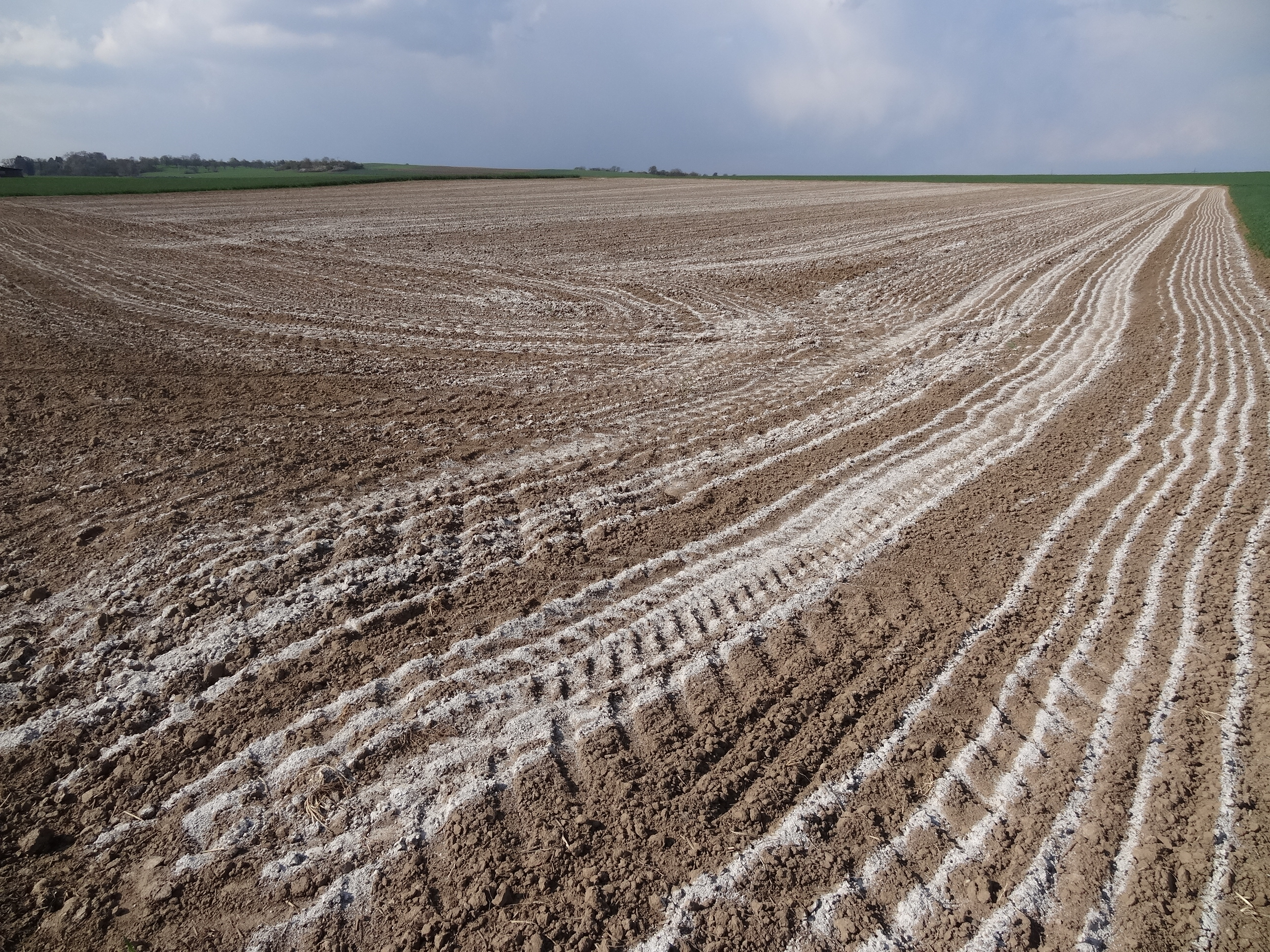
Champ récemment chaulé.

En plus d'être un amendement calcique et magnésien, le chaulage permet également la destruction des micro-organismes pathogènes contenus dans les effluents d'élevage qui sont acides par nature. La base OH- associée au calcium qui arrive soudainement dans le milieu provoque une augmentation superficielle du pH qui détruit ces organismes. Le plus souvent, l'agriculture utilise pour amender les terrains du simple calcaire non cuit, soit du carbonate de calcium, vulgairement appelé « carbonate de chaux ». Le mode d'action est plus lent que celui de la chaux calcinée. Cela provient du fait que l'acidité du terrain constatée doit dégrader le produit avant que celui-ci ne devienne un oxyde et puisse développer la base associée recherchée. Il ne peut garantir une bonne efficacité agronomique que s'il est suffisamment fin pour se solubiliser correctement. L'avantage à l'utilisation de carbonate de calcium est d'ordre économique, car il coûte moins cher à l'utilisateur, et écologique, car il ne détruit pas les organismes utiles du sol. Dans l'absolu, son pouvoir neutralisant est, à quantité égale, très inférieur à celui de la chaux vive.

### Ostréiculture
En ostréiculture, la chaux permet de former un enduit désinfectant pour couvrir des tuiles, fixant le naissain d'huître.

### Utilisation dans le traitement des eaux, dans le traitement des fumées
L'ajustement du potentiel hydrogène ou pH, l'éventuel précipitation d'hydroxydes métalliques, la capacité d'agglomération de certains matériaux par « floculation », voire la décarbonatation par précipitation de CaCO3 ou la destruction des germes, justifient son emploi dans le traitement des eaux, le plus souvent sous forme de chaux vive.
Dans le traitement des eaux usées et des effluents, un ajout de chaux neutralise l'acidité et stabilise les boues. Dans les incinérateurs, elle est utilisée pour neutraliser les fumées acides chargées en dioxyde de soufre (SO2) et/ou en acide chlorhydrique (HCl).
Elle est une matière essentielle dans le contrôle de la pollution de l'air et de l'eau.

### Utilisation comme absorbeur de dioxyde de carbone
Le gaz de houille, premier gaz d'éclairage, était débarrassé du dioxyde de carbone (gaz non combustible) et du dangereux sulfure d'hydrogène par brassage avec de la chaux, procédé inventé par Samuel Clegg vers 1807.
Les propriétés d'absorption du dioxyde de carbone par la chaux ont été utilisées dans les appareils respiratoires dits en circuit fermé pour épurer le gaz expiré du dioxyde de carbone et permettre sa ré-inhalation après un éventuel apport d'oxygène à très faible débit. Ces techniques sont utilisées en médecine (anesthésie en circuit fermé), dans des appareils respiratoires utilisés en milieux de gaz dangereux. Les activités sous-marines (plongée et sous-marins) utilisent également la chaux comme absorbeur de dioxyde de carbone. La chaux hydratée est mélangée à d'autres composés chimiques comme la soude (NaOH) pour former la chaux sodée ou avec d'autres composés qui accélèrent la vitesse de réaction de la chaux. La présentation en grains poreux de quelques millimètres dans des récipients adaptés au passage des gaz augmente la surface d'échange et permet l'absorption avec de faibles volumes de chaux facilement transportables. Un indicateur coloré permet une lecture rapide, à l'œil, de la quantité de chaux restant dans la cartouche.

### Utilisation en cuisine et en ethnopharmacologie
La chaux a été utilisée pour la conservation d'aliments comme les œufs.
La chaux (à raison de 0,1 % dans l'eau) est utilisée dans le trempage du maïs avant cuisson afin de ramollir ses téguments et d'en augmenter la teneur en calcium. En Amérique centrale et au Mexique, la chaux est ajoutée au maïs que l'on broie pour réaliser de la farine « nixtamalisée ». Cette farine additionnée d'eau donnera la « masa » qui servira à constituer les différentes galettes de maïs (« tortillas », « nachos », « gorditas », etc.).
La chaux vive et la noix d'arec étaient et sont encore des ingrédients dans la préparation du bétel par mastication/mâchage et salivation.

## Conditionnement et stockage

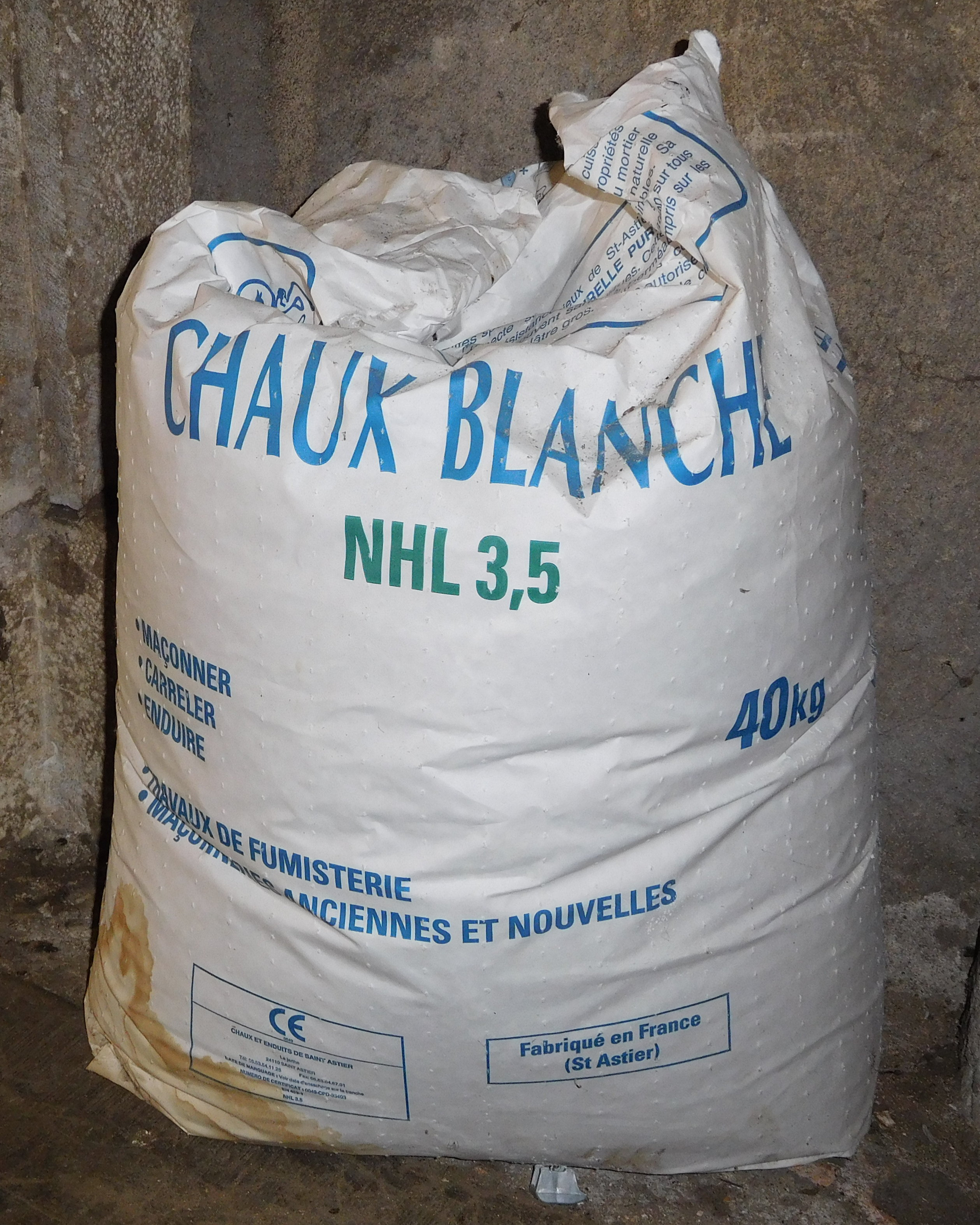
Sac de chaux NHL 3,5 (modérément hydraulique).

La chaux en poudre (hydraulique ou aérienne) est aujourd'hui conditionnée en sac de 15 kg, 25 kg ou 35 kg. Le stockage doit être fait dans un endroit sec.
La chaux aérienne se trouve aussi sous forme de pâte, en seau ou sac plastique de divers volumes. Recouverte d'une couche d'eau, sa conservation est quasi illimitée à condition d'être contenue dans un emballage hermétique et étanche au dioxyde de carbone afin de ne pas se carbonater prématurément au contact du CO2 présent dans l'air.

## Expressions
- Bâtir à chaux et à sable : bâtir sur des fondations solides, et poser les matériaux de construction, de manière fiable et robuste pour un maçon respectueux des anciennes traditions avec sa truelle.
- Bâtir à chaux et à ciment : bâtir de semblable façon, mais l'expression est plus moderne.
- Être bâti(e) à chaux et sable… : être robuste, costaud(e), résistant(e), désigne autant la constitution d'un individu que le gros œuvre d'un quelconque bâtiment.